# Snow on the Beach
"Snow on the Beach" é uma canção gravada pela cantora e compositora norte-americana Taylor Swift, contida em seu décimo álbum de estúdio Midnights (2022). Conta com a participação de Lana Del Rey, ao qual também é creditada como compositora junto a Jack Antonoff, coprodutor da faixa.

## Antecedentes e lançamento

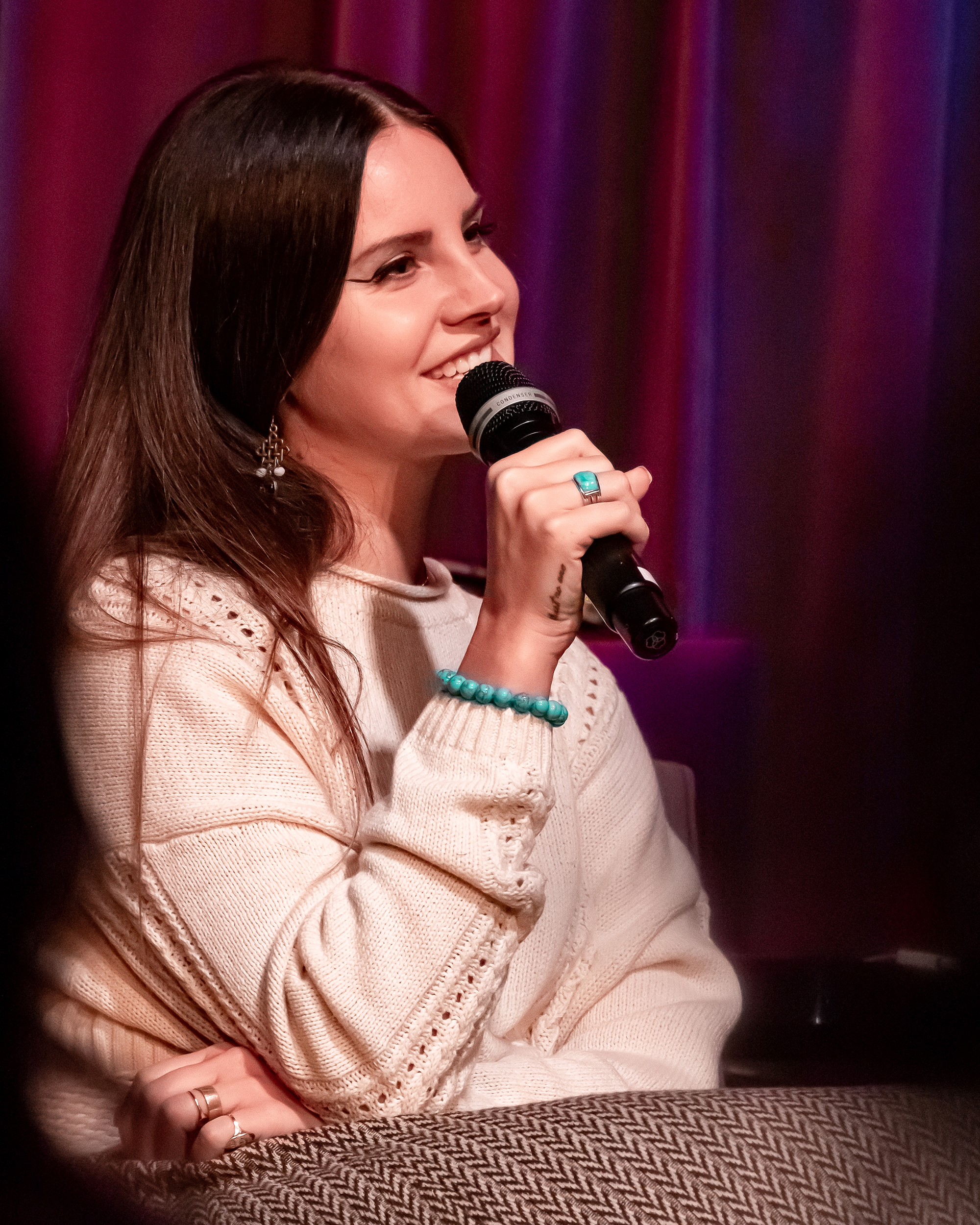
Lana Del Rey performing live at the Grammy Museum in Los Angeles on 10/13/2019.

Em 28 de agosto de 2022, Taylor Swift anunciou seu décimo álbum de estúdio, Midnights, com lançamento previsto para 21 de outubro de 2022; a lista de faixas não foi divulgada de imediato. Jack Antonoff, produtor frequente de Swift ao qual colabora com a cantora desde o álbum 1989 (2014), foi confirmado como produtor em Midnights através do vídeo "The making of Midnights" publicado a 16 de setembro de 2022. A partir de 21 de setembro de 2022, Swift começou a revelar a lista de faixas aleatoriamente por meio da série Midnights Mayhem with Me no TikTok — ao qual consistia em 13 episódios. No episódio final em 7 de outubro de 2022, Swift anunciou o título da quarta faixa como "Snow on the Beach" e que apresentaria a participação de Del Rey.

## Estrutura musical e conteúdo
Em um vídeo postado em sua conta no Instagram, Swift afirmou que "Snow on the Beach" é sobre "apaixonar-se por alguém que ao mesmo tempo sente o mesmo" ao qual comparou tal sentimento com o fenômeno de nevar na praia. A cantora também disse que conta com a participação de Del Rey por ser uma de suas artistas favoritas.

## Desempenho comercial
"Snow on the Beach" obteve mais de 15 milhões de reproduções em suas primeiras 24 horas no Spotify, sendo a colaboração feminina mais reproduzida na história da plataforma e superando "Rain on Me" de Lady Gaga e Ariana Grande. Nos Estados Unidos, a canção estreou na quarta posição da Billboard Hot 100, com 37.2 milhões de streams e 2.600 downloads digitais. "Snow on the Beach" marcou a primeira entrada de Del Rey no top 5 da parada, sendo sua segunda entrada no top 10 após "Summertime Sadness" (2012).

## Tabelas musicais
| Tabelas musicais (2022)             | Melhor posição |
| ----------------------------------- | -------------- |
| Argentina (Argentina Hot 100)       | 84             |
| Austrália (ARIA)                    | 3              |
| Áustria (Ö3 Austria Top 40)         | 12             |
| Bélgica (Ultratop 50 Flanders)      | 50             |
| Canadá (Canadian Hot 100)           | 3              |
| Croácia (Billboard)                 | 10             |
| Chéquia (ČNS IFPI)                  | 16             |
| Dinamarca (Tracklisten)             | 24             |
| França (SNEP)                       | 69             |
| Global 200 (Billboard)              | 3              |
| Grécia - International (IFPI)       | 5              |
| Hong Kong (Billboard)               | 15             |
| Hungria (Stream Top 40)             | 24             |
| Islândia (Plötutíðindi)             | 11             |
| Indonésia (Billboard)               | 20             |
| Índia (IMI)                         | 9              |
| Irlanda (IRMA)                      | 3              |
| Itália (FIMI)                       | 59             |
| Lituânia (AGATA)[carece de fontes?] | 13             |
| Luxemburgo (Billboard)              | 13             |
| Malásia (Billboard)                 | 2              |
| Malásia - International (RIM)       | 2              |
| Holanda (Single Top 100)            | 25             |
| Nova Zelândia (Recorded Music NZ)   | 4              |
| Noruega (VG-lista)                  | 16             |
| Filipinas (Billboard)               | 3              |
| Portugal (AFP)                      | 9              |
| Singapura (RIAS)[carece de fontes?] | 2              |
| Eslováquia (ČNS IFPI)               | 18             |
| África do Sul (Billboard)           | 10             |
| Espanha (PROMUSICAE)                | 35             |
| Suécia (Sverigetopplistan)          | 16             |
| Suíca (Schweizer Hitparade)         | 16             |
| Reino Unidos - UK Singles (OCC)     | 4              |
| Estados Unidos - Billboard Hot 100  | 4              |

## Certificações
| Região                                                       | Certificação | Unidades/vendas |
| ------------------------------------------------------------ | ------------ | --------------- |
| Canadá (Music Canada)                                        | Ouro         | 40.000‡         |
| ‡vendas+valores de streaming baseados apenas na certificação |              |                 |